# Tauxigny
Tauxigny era una comuna francesa situada en el departamento de Indre y Loira, de la región de Centro-Valle de Loira, que el 1 de enero de 2018 pasó a ser una comuna delegada de la comuna nueva de Tauxigny-Saint-Bauld al fusionarse con la comuna de Saint-Bauld.

## Demografía
| Gráfica de evolución demográfica de Tauxigny entre 1800 y 2015 |
|                                                                |

Los datos demográficos contemplados en este gráfico de la comuna de Tauxigny se han cogido de 1800 a 1999 de la página francesa EHESS/Cassini, y los demás datos de la página del INSEE.